# Les Touches
Les Touches – miejscowość i gmina we Francji, w regionie Kraj Loary, w departamencie Loara Atlantycka.
Według danych na rok 2010 gminę zamieszkiwało 2268 osób, a gęstość zaludnienia wynosiła 64 osoby/km².